# Vojevůdce
Vojevůdce je osoba, která vede vojsko do bitvy buďto jako vrchní velitel, nebo jako velitel se značnou mírou samostatnosti jednat. Obvykle se slovo vyhrazuje pro významné vojenské velitele či velitele velkých vojenských uskupení, či (obecněji) pro významné velitele té které války nebo toho kterého střetnutí.
Vojevůdcovské kvality klíčových velitelů jsou významným faktorem pro vývoj válek a vojenských střetnutí, ovšem je velmi těžké je určit. Obvykle se dají reálně posoudit až podle dosažených výsledků na válečném poli, což může být z pohledu některých dost pozdě. Situace je navíc komplikovaná tím, že požadavky na nižší důstojníky jsou jiné než na vysoké a vrchní velitele, takže vynikající výkony v nižších hodnostech nemusí nutně znamenat, že dotyčný bude odvádět stejně kvalitní výkony na nejvyšších postech.
Oblíbenou činností řady populárně naučných knih z válečné historie je porovnávání velitelů nepřátelských stran a případně i sestavování žebříčků velitelů napříč dějinami. Zatímco ten druhý je z věcného hlediska v podstatě nesmyslný, ten první se může zdát i logický. I zde je však neobyčejně těžké přinést rozumné a objektivní porovnání, neboť je třeba vyjít s příliš mnoha hledisek, z nichž některá jsou velmi nejasná. Při posuzování výkonů velitelů je třeba vycházet i z jejich reálných možností (reálných sil jejich armád, stavu zásob), instrukcí, které dostali od nadřízených a z informací, které mohli mít k dispozici a to jsou věci někdy nezjistitelné.
Logické srovnání vítěz = lepší může být velmi diskutabilní: jedním z těchto příkladů může být srovnání Leeho a Granta. Grant byl vítěz nad Leem, ale většina autorů přesto označuje za lepšího vojevůdce Leeho, který měl podle nich jen tu smůlu, že bojoval na straně, která byla o tolik slabší, že v podstatě nemohla vyhrát, a dokládají to poměry sil a ztrát z bitev, které spolu tito dva muži svedli